# Alex Caceres
Alex Caceres (Miami, 20 de junho de 1988) é um lutador norte-americano de artes marciais mistas, atualmente compete no peso-galo do Ultimate Fighting Championship.

## Dopagem
Em março de 2013 Caceres foi suspenso pela USADA - Agência Antidopagem dos Estados Unidos, por seis meses longe do esporte por detecção de Cannabis em seu exame de controle de dopagem no período da luta contra Kang Kyung-Ho.

## Cartel no MMA
| Cartel no MMA   |             |             |
| 33 lutas        | 19 vitórias | 13 derrotas |
| Por nocaute     | 3           | 1           |
| Por finalização | 7           | 7           |
| Por decisão     | 9           | 5           |
| No contest      | 1           | 1           |

| Res.    | Cartel    | Oponente               | Método                                  | Evento                                 | Data       | Round | Tempo | Local                    | Notas                                                            |
| ------- | --------- | ---------------------- | --------------------------------------- | -------------------------------------- | ---------- | ----- | ----- | ------------------------ | ---------------------------------------------------------------- |
| Derrota | 19–13 (1) | Sodiq Yusuff           | Decisão (unânime)                       | UFC Fight Night: Santos vs. Ankalaev   | 12/03/2022 | 3     | 5:00  | Las Vegas, Nevada        |                                                                  |
| Vitória | 19-12 (1) | Seung Woo Choi         | Finalização (mata leão)                 | UFC Fight Night: Costa vs. Vettori     | 23/10/2021 | 2     | 3:31  | Enterprise, Nevada       | Performance da noite.                                            |
| Vitória | 18-12 (1) | Kevin Croom            | Decisão (unânime)                       | UFC Fight Night: Rozenstruik vs. Gane  | 27/02/2021 | 3     | 5:00  | Las Vegas, Nevada        |                                                                  |
| Vitória | 17-12 (1) | Austin Springer        | Finalização (mata leão)                 | UFC Fight Night: Smith vs. Rakić       | 29/08/2020 | 1     | 3:38  | Las Vegas, Nevada        |                                                                  |
| Vitória | 16-12 (1) | Chase Hooper           | Decisão (unânime)                       | UFC 250: Nunes vs. Spencer             | 06/06/2020 | 3     | 5:00  | Las Vegas, Nevada        |                                                                  |
| Vitória | 15-12 (1) | Steven Peterson        | Decisão (unânime)                       | UFC on ESPN: dos Anjos vs. Edwards     | 20/07/2019 | 3     | 5:00  | San Antonio, Texas       |                                                                  |
| Derrota | 14-12 (1) | Kron Gracie            | Finalização (mata leão)                 | UFC on ESPN: Ngannou vs. Velasquez     | 17/02/2019 | 1     | 2:06  | Phoenix, Arizona         |                                                                  |
| Vitória | 14-11 (1) | Martín Bravo           | Decisão (dividida)                      | The Ultimate Fighter: Undefeated       | 06/07/2018 | 3     | 5:00  | Las Vegas, Nevada        | Luta da Noite.                                                   |
| Derrota | 13-11 (1) | Guan Wang              | Decisão (dividida)                      | UFC Fight Night: Bisping vs. Gastelum  | 25/11/2017 | 3     | 5:00  | Xangai                   |                                                                  |
| Vitória | 13-10 (1) | Rolando Dy             | Nocaute Técnico (intervenção do médico) | UFC Fight Night: Holm vs. Correia      | 17/06/2017 | 2     | 5:00  | Kallang                  |                                                                  |
| Derrota | 12-10 (1) | Jason Knight           | Finalização (mata leão)                 | UFC on Fox: Shevchenko vs. Peña        | 28/01/2017 | 2     | 4:21  | Denver, Colorado         |                                                                  |
| Derrota | 12-9 (1)  | Yair Rodríguez         | Decisão (dividida)                      | UFC Fight Night: Rodríguez vs. Caceres | 06/08/2016 | 5     | 5:00  | Salt Lake City, Utah     | Luta da Noite.                                                   |
| Vitória | 12-8 (1)  | Cole Miller            | Decisão (unanime)                       | UFC 199: Rockhold vs. Bisping II       | 04/06/2016 | 3     | 5:00  | Inglewood, Califórnia    |                                                                  |
| Vitória | 11-8 (1)  | Masio Fullen           | Decisão (unânime)                       | UFC on Fox: Johnson vs. Bader          | 30/01/2016 | 3     | 5:00  | Newark, New Jersey       |                                                                  |
| Derrota | 10-8 (1)  | Francisco Rivera       | Nocaute (socos)                         | UFC Fight Night: Boetsch vs. Henderson | 06/06/2015 | 1     | 0:21  | Nova Orleans, Luisiana   |                                                                  |
| Derrota | 10-7 (1)  | Masanori Kanehara      | Decisão (unânime)                       | UFC Fight Night: Hunt vs. Nelson       | 20/09/2014 | 3     | 5:00  | Saitama                  |                                                                  |
| Derrota | 10-6 (1)  | Urijah Faber           | Finalização (mata leão)                 | UFC 175: Weidman vs. Machida           | 05/07/2014 | 3     | 1:09  | Las Vegas, Nevada        |                                                                  |
| Vitória | 10-5 (1)  | Sergio Pettis          | Finalização (mata leão)                 | UFC on Fox: Henderson vs. Thomson      | 25/01/2014 | 3     | 4:39  | Chicago, Illinois        | Finalização da Noite; Luta da Noite.                             |
| Vitória | 9-5 (1)   | Roland Delorme         | Decisão (dividida)                      | UFC 165: Jones vs. Gustafsson          | 21/09/2013 | 3     | 5:00  | Toronto, Ontário         |                                                                  |
| NC      | 8-5 (1)   | Kyung Ho Kang          | Sem Resultado                           | UFC on Fuel TV: Silva vs. Stann        | 03/03/2013 | 3     | 5:00  | Saitama                  | Originalmente vitória por decisão; Testou positivo para maconha. |
| Vitória | 8-5       | Motonobu Tezuka        | Decisão (dividida)                      | UFC on Fuel TV: Franklin vs. Le        | 10/11/2012 | 3     | 5:00  | Cotai                    |                                                                  |
| Vitória | 7-5       | Damacio Page           | Finalização (triângulo)                 | UFC on Fuel TV: Muñoz vs. Weidman      | 11/07/2012 | 2     | 1:27  | San José, Califórnia     | Finalização da Noite.                                            |
| Derrota | 6-5       | Edwin Figueroa         | Decisão (dividida)                      | UFC 143: Diaz vs. Condit               | 04/02/2012 | 3     | 5:00  | Las Vegas, Nevada        |                                                                  |
| Vitória | 6-4       | Cole Escovedo          | Decisão (unânime)                       | UFC on Fox: Velasquez vs. Dos Santos   | 12/11/2011 | 3     | 5:00  | Anaheim, Califórnia      |                                                                  |
| Derrota | 5-4       | Jim Hettes             | Finalização (mata leão)                 | UFC Live: Hardy vs. Lytle              | 14/08/2011 | 2     | 3:12  | Milwaukee, Wisconsin     |                                                                  |
| Derrota | 5-3       | Mackens Smerzier       | Finalização (mata leão)                 | UFC Fight Night: Nogueira vs. Davis    | 26/03/2011 | 1     | 3:18  | Seattle, Washington      | Estreia no UFC.                                                  |
| Vitória | 5-2       | Ketema Jahmal McLennan | Nocaute Técnico (socos)                 | G-Force Fights - Bad Blood 3           | 04/02/2010 | 3     | 2:48  | Miami, Flórida           |                                                                  |
| Derrota | 4-2       | Matt McCook            | Finalização (chave de braço)            | WFC - Battle of the Bay 8              | 10/09/2009 | 2     | 3:56  | Tampa, Flórida           |                                                                  |
| Derrota | 4-1       | Farkhad Sharipov       | Finalização (chave de braço)            | Best of the Best                       | 12/06/2009 | 3     | 3:01  | Columbus, Geórgia        |                                                                  |
| Vitória | 4-0       | Joel Garcia            | Finalização (triângulo)                 | XFN - Da Matta vs. Thorne              | 14/05/2009 | 1     | 1:05  | Fort Lauderdale, Flórida |                                                                  |
| Vitória | 3-0       | Eric Kovaric           | Finalização (mata leão)                 | KOTC - Hurricane                       | 21/02/2009 | 1     | 1:58  | Fort Lauderdale, Flórida |                                                                  |
| Vitória | 2-0       | Tulio Quintanilla      | Nocaute Técnico (socos)                 | MFA - There Will Be Blood              | 13/12/2008 | 2     | 4:14  | Miami, Flórida           |                                                                  |
| Vitória | 1-0       | Eric Luke              | Finalização (chave de braço)            | G-Force Fights - Bad Blood 1           | 06/11/2008 | 2     | 1:45  | Miami, Flórida           |                                                                  |